# 竹子腳 (高雄市左營區)
竹子腳，原寫為竹仔腳，是臺灣高雄市左營區的一個傳統地域名稱，位於該區西部偏南。相較於今日行政區，其範圍大致為崇實里西北部不含本體的西北端及西北部凸出部分的北端。

## 歷史
台灣日治初期，竹子腳地區為一街庄，稱為「竹仔腳庄」（舊制街庄），隸屬於興隆外里。該庄昔日北邊西段隔水道與蚵仔藔庄為界，北邊東段及東北邊與廍後庄為鄰，東南與埤仔頭庄為鄰，南邊為桃仔園庄，西邊臨台灣海峽。
1901年（日治明治三十四年）11月11日，全台廢縣廳改設二十廳，該庄隸屬於鳳山廳。1904年（明治三十七年）5月3日，該庄編入「左營區」，隸屬於鳳山廳。1909年（明治四十二年）10月25日，全台合併二十廳為十二廳，左營區改隸屬於臺南廳。1920年（大正九年）10月1日，全台地方制度大改正，廢十二廳改設五州二廳，該庄改制並雅化為「竹子腳」大字，隸屬於高雄州高雄郡左營庄（新制街庄）。1924年（大正十三年）12月25日，高雄郡廢郡，左營庄改隸屬於岡山郡。1940年（昭和十五年）10月1日，左營庄廢庄，本地區改隸屬於州轄高雄市。
戰後高雄市改制為省轄高雄市，大字亦改制為里。1946年（民國35年），高雄市劃分為10個區，本地區隸屬於左營區。1979年（民國68年）7月1日，高雄市升格為院轄高雄市。2010年（民國99年）12月25日，高雄縣、市合併為現今院轄高雄市。

## 聚落
本地區發展較早的聚落為竹仔腳（已消失）、塭岸頭（已消失）、中庄仔（已消失），在日治初期的官方地圖上已有記載。